# Штурмин, Евгений Николаевич
Евгений Николаевич Штурмин (род. 24 августа 1938) — советский хоккеист, нападающий.
В чемпионате СССР выступал за команды ЛИИЖТ Ленинград (1957/58 — 1961/62), «Спартак» Ленинград (1962/63), «Торпедо» Горький (1964/65 — 1965/66, играл под № 12). В сезоне 1963/64 играл за «Сокол» Ленинград в чемпионате РСФСР.
Чемпион РСФСР 1958.
Обладатель «Кубка Бухареста» — 1961